# Oreocereus trollii
Oreocereus trollii (Kupper) Backeb. es una especie de planta fanerógama de la familia de las cactáceas.

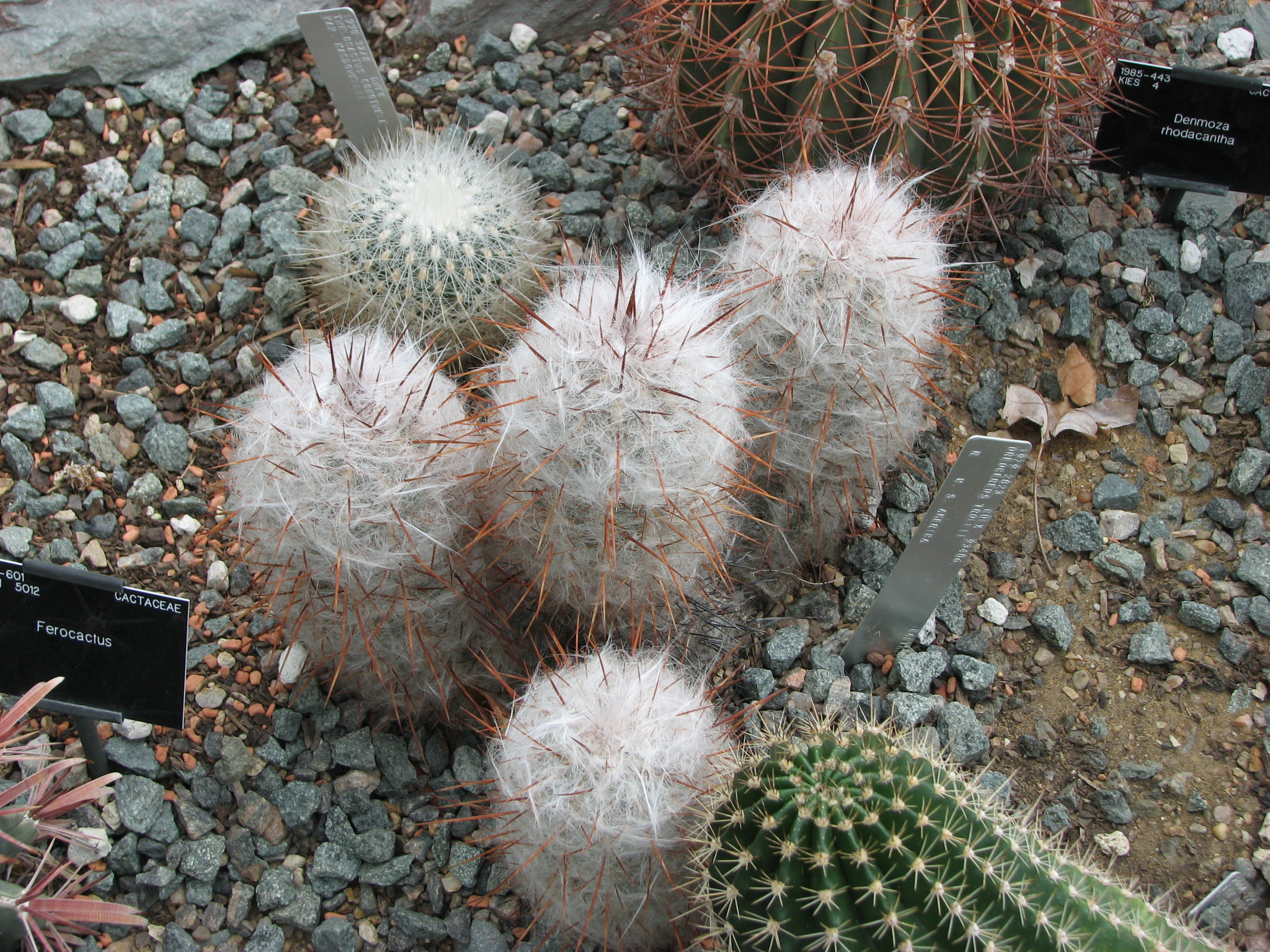
Vista de la planta

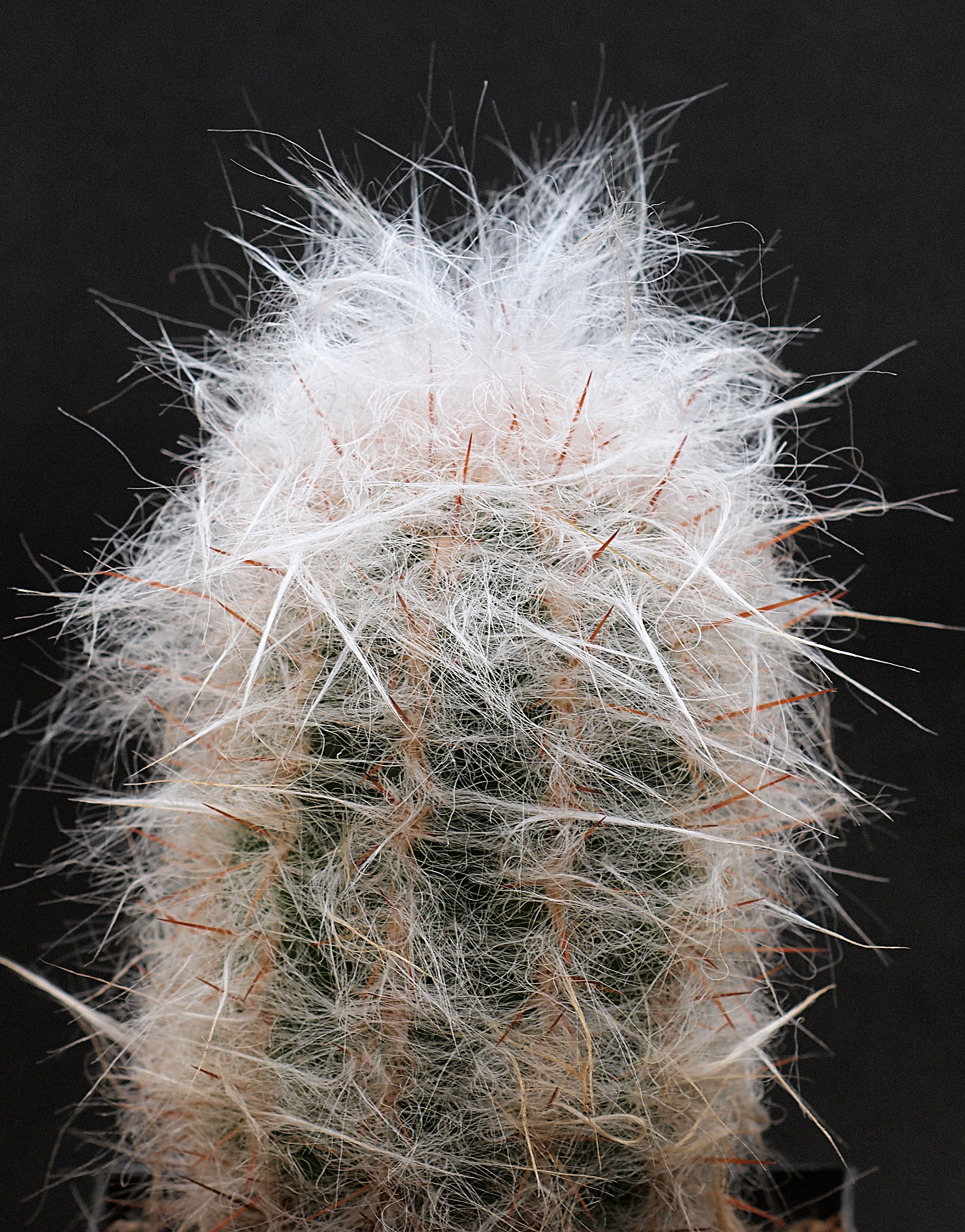
Detalles del tallo lanudo

## Distribución
Es endémica de Argentina y de Bolivia. Es una especie común que se ha extendido por todo el mundo. La especie se encuentra dentro de la Quebrada de Humahuaca.

## Descripción
Oreocereus trollii es una planta baja ramificada, que forma pequeños grupos y alcanza un tamaño de hasta 50 centímetros de altura. La corta columna, de color verde claro, alcanza  diámetros de 6 a 10 centímetros y se envuelve herméticamente en lana. Tiene de 15 a 25 fuertes costillas. Las areolas de color blanco están cubiertas de lana de hasta 7 cm de largo. Las espinas son de color amarillo, rojizo o marrón y son de hasta 5 cm de largo y teñidas más oscuras en su punta. Los 10 a 15 dientes marginales son como cerdas. Las flores son de color rosa a carmesí y miden 4 cm de largo. Los frutos son esféricos.

## Taxonomía
Oreocereus trollii fue descrita por (Kupper) Backeb. y publicado en Kaktus-ABC 187. 1935.
Etimología
Oreocereus: nombre genérico que deriva del griego  y significa "cacto de montaña".
trollii: epíteto otorgado en honor del botánico Wilhelm Troll.
Sinonimia
- Cereus trollii
- Borzicactus trollii
- Oreocereus crassiniveus Backeb.
- Oreocereus irigoyenii Frić[3]